# Ludovic I, Mare Duce de Baden
Ludovic I, Mare Duce de Baden (n. 9 februarie 1763, Karlsruhe, Germania – d. 30 martie 1830, Karlsruhe, Marele Ducat de Baden) a fost al 3-lea Mare Duce de Baden din 8 decembrie 1818 până la moartea sa. A fost unchiul predecesorului său, Karl Ludwig Friedrich, și moartea lui a însemnat stingerea liniei Zähringen a Casei de Baden. A fost succedat de fratele său vitreg, Leopold.
El a asigurat existența în continuare a Universității din Freiburg în 1820, după care Universitatea a fost numită Universitatea Albert-Ludwig. El a fondat, de asemenea, Politehnica Hochschule Karlsruhe în 1825. Hochschule este cea mai veche școală tehnică din Germania.
Moartea lui Ludovic în 1830 a dus la multe zvonuri. Moartea lui a însemnat, de asemenea, dispariția liniei familiei sale în familia Baden. Succesiunea a mers la copiii din a doua căsătorie morganatică a Marelui Duce Karl Frederic și Louise von Karoline Geyer Geyersberg, care a fost numită contesă de Hochberg în nobilimea austriacă, la cererea personală a lui Karl Frederic.
1. 1 2 3  The Peerage